# In a Reverie
In A Reverie – pierwszy studyjny album włoskiej grupy Lacuna Coil.

## Lista utworów
Opracowano na podstawie materiału źródłowego.
| Nr | Tytuł utworu         | Słowa                          | Muzyka            | Długość |
| -- | -------------------- | ------------------------------ | ----------------- | ------- |
| 1. | „Circle”             | Cristina Scabbia, Andrea Ferro | Marco Coti Zelati | 3:55    |
| 2. | „Stately Lover”      | Cristina Scabbia, Andrea Ferro | Marco Coti Zelati | 4:51    |
| 3. | „Honeymoon Suite”    | Cristina Scabbia, Andrea Ferro | Marco Coti Zelati | 4:31    |
| 4. | „My Wings”           | Cristina Scabbia, Andrea Ferro | Marco Coti Zelati | 3:45    |
| 5. | „To Myself I Turned” | Cristina Scabbia, Andrea Ferro | Waldemar Sorychta | 4:24    |
| 6. | „Cold”               | Cristina Scabbia, Andrea Ferro | Marco Coti Zelati | 4:18    |
| 7. | „Reverie”            | Cristina Scabbia, Andrea Ferro | Marco Coti Zelati | 6:20    |
| 8. | „Veins of Glass”     | Cristina Scabbia, Andrea Ferro | Marco Coti Zelati | 5:13    |
| 9. | „Falling Again”      | Cristina Scabbia, Andrea Ferro | Marco Coti Zelati | 5:07    |
|    |                      |                                |                   | 42:24   |

## Twórcy
Opracowano na podstawie materiału źródłowego.
| Zespół Lacuna Coil w składzie - Cristina Scabbia, Andrea Ferro – wokal prowadzący - Cristiano Migliore – gitara - Cristiano Mozzati – perkusja, instrumenty perkusyjne - Marco Coti Zelati – gitara basowa |  | Inni - Siggi Bemm – inżynieria dźwięku - Waldemar Sorychta – inżynieria dźwięku, instrumenty klawiszowe, produkcja muzyczna - Carsten Drescher – oprawa graficzna - Wolfgang Bartsch – zdjęcia |